# 托勒密 (希腊)

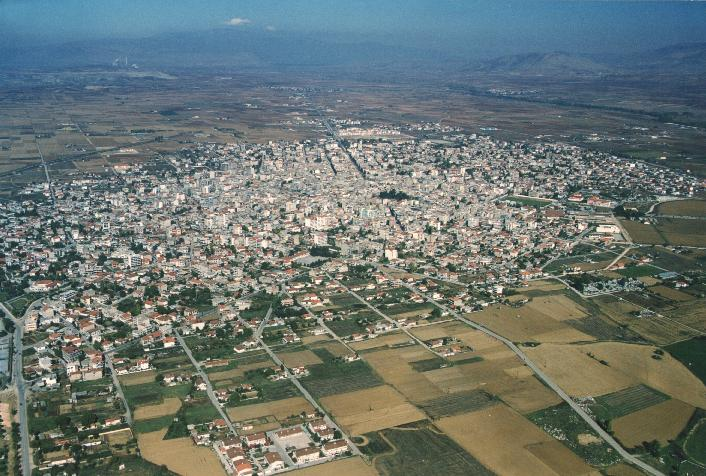
托勒密

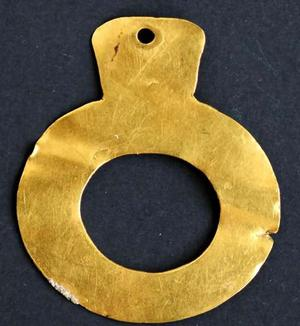
史前首饰

托勒密（希臘語：Πτολεμαΐδα），是希臘西马其顿大区科扎尼专区埃奥尔泽亚市镇的城鎮。面積217.9平方公里，2011年人口37,289。
1963年1月27日，該鎮錄得零下27.8攝氏度，是該國有史以來最低的氣溫。

## 外部連結
- 埃奥尔泽亚市镇官方网站 （页面存档备份，存于） （希臘語）
- Weather station of the National Observatory of Athens in Ptolemaida （页面存档备份，存于）